# Othresypna borneensis
Othresypna borneensis là một loài bướm đêm trong họ Noctuidae.